# Pram (Austria)
Pram es un municipio austríaco perteneciente al distrito de Grieskirchen, en el estado de Alta Austria.

## Geografía
Pram se ubica en la región de Hausruckviertel. Aproximadamente un 9% del municipio es bosque, y un 82% es tierra de cultivo.